# Wafios

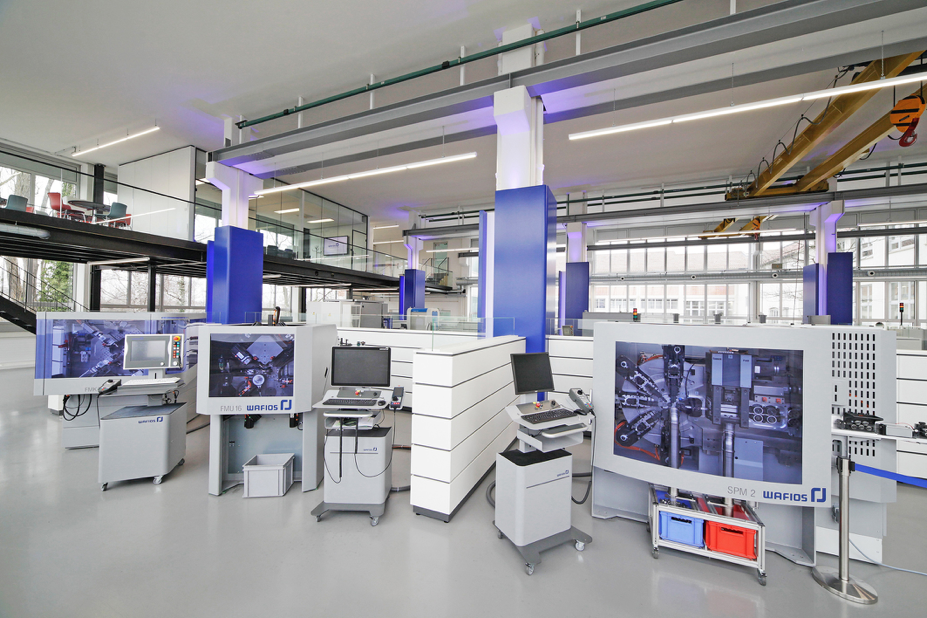
Wafios Stammwerk in Reutlingen

Die Wafios AG ist ein Maschinenbauunternehmen mit Stammsitz in Reutlingen. Das Unternehmen entwickelt, konstruiert und fertigt technisch anspruchsvolle Maschinen für die draht- und rohrverarbeitende Industrie sowie für die Kaltmassivumformung.

## Geschichte

### Anfänge
Der Vorläufer des Unternehmens wurde 1893 von Ernst Wagner in Pfullingen gegründet; nach zahlreichen Um- und Erweiterungsbauten in Pfullingen erwarb Ernst Wagner 1909 den heutigen Stammsitz in Reutlingen. 1910 trat Hans Ficker dem Unternehmen als Partner bei, der fortan die kaufmännischen Geschicke des Unternehmens leitete, das nun unter „Wagner & Ficker Maschinenfabrik“ firmierte. Ein Meilenstein zeichnete sich 1912 mit der ersten Federwindemaschine für Europa ab. Konkurrenz hingegen gab es auf dem Feld der Flechtmaschinen, nahezu zeitgleich brachten Otto Schmid aus Stuttgart, sowie Wagner & Ficker die ersten automatischen Flechtmaschinen auf den Markt. 1914 erfolgte die Gründung von Wafios (für Wagner, Ficker und O. Schmid).

### 1945–1965
Mit dem Wiederaufbau des Stammsitzes, nach der vollständigen Zerstörung am Ende des Zweiten Weltkrieges, ist der Name Otto Schmid verbunden. Anfangs waren es Lohn- und Reparaturaufträge, die den Neustart ermöglichten. Schritt für Schritt erstand das Unternehmen neu. An die Stelle konfiszierter Patente traten produktionsreife Neukonstruktionen, wo Ruinen standen, wurden über zwei Jahrzehnte neue Produktionshallen gebaut. Im Zuge der notwendigen Reorganisation bestimmten fortan Vertreter der drei Gründerfamilienstämme und die über die kommenden Jahre immer zahlreicher werdenden Gesellschafter die Unternehmensgeschicke über Verwaltungs- und später Aufsichtsräte.

### 1965–1990
Die ehemalige Textilfabrik Werk Marktredwitz im Fichtelgebirge wurde 1966 vor der Stilllegung bewahrt und gehört bis heute zum Firmen- und Produktionsverbund der Wafios Gruppe. International wurden Tochtergesellschaften in den USA, Kanada, Frankreich, England, Spanien, Brasilien und Italien gegründet. und sind zum Teil heute noch Bestandteil des Firmenverbundes. 1967 lässt sich folgende Bilanz ziehen: 1500 Mitarbeiter arbeiten in fünf Werken und bieten dem globalen Markt das umfangreiche Maschinenprogramm auf dem Gebiet der Drahtverarbeitung. In den darauffolgenden Jahren wurde durch zahlreiche Kooperationen und Beteiligungen der Grundstein für die heutige Wafios Gruppe gelegt.

### 1991 bis heute
In den Jahren 1988–2001 folgten zahlreiche strategische Übernahmen zum kontinuierlichen Ausbau des Geschäftsfeldes Drahtverarbeitung insbesondere auch im Hinblick auf die Kaltmassivumformung. Dabei handelt es sich um die heute unter Wafios Umformtechnik firmierenden Unternehmen Hilgeland (Schrauben), Nutap (Muttern), sowie 1988 Meyer, Roth & Pastor (MRP) im Bereich Kettenmaschinen und 1998 Witels-Albert für das Drahtrichten. Der Einstieg in den Maschinenbau für die Rohrbearbeitung im Jahre 2000 markierte einen weiteren Meilenstein zum Jahrhundertwechsel. 2003 folgte die Übernahme des Pulzer Rohrbiegeprogramms von Trumpf. Firmengründungen in China und Mexiko markieren die jüngsten Bestrebungen von 2012 bis 2016, sich neue Märkte zu erschließen.

## Produkte

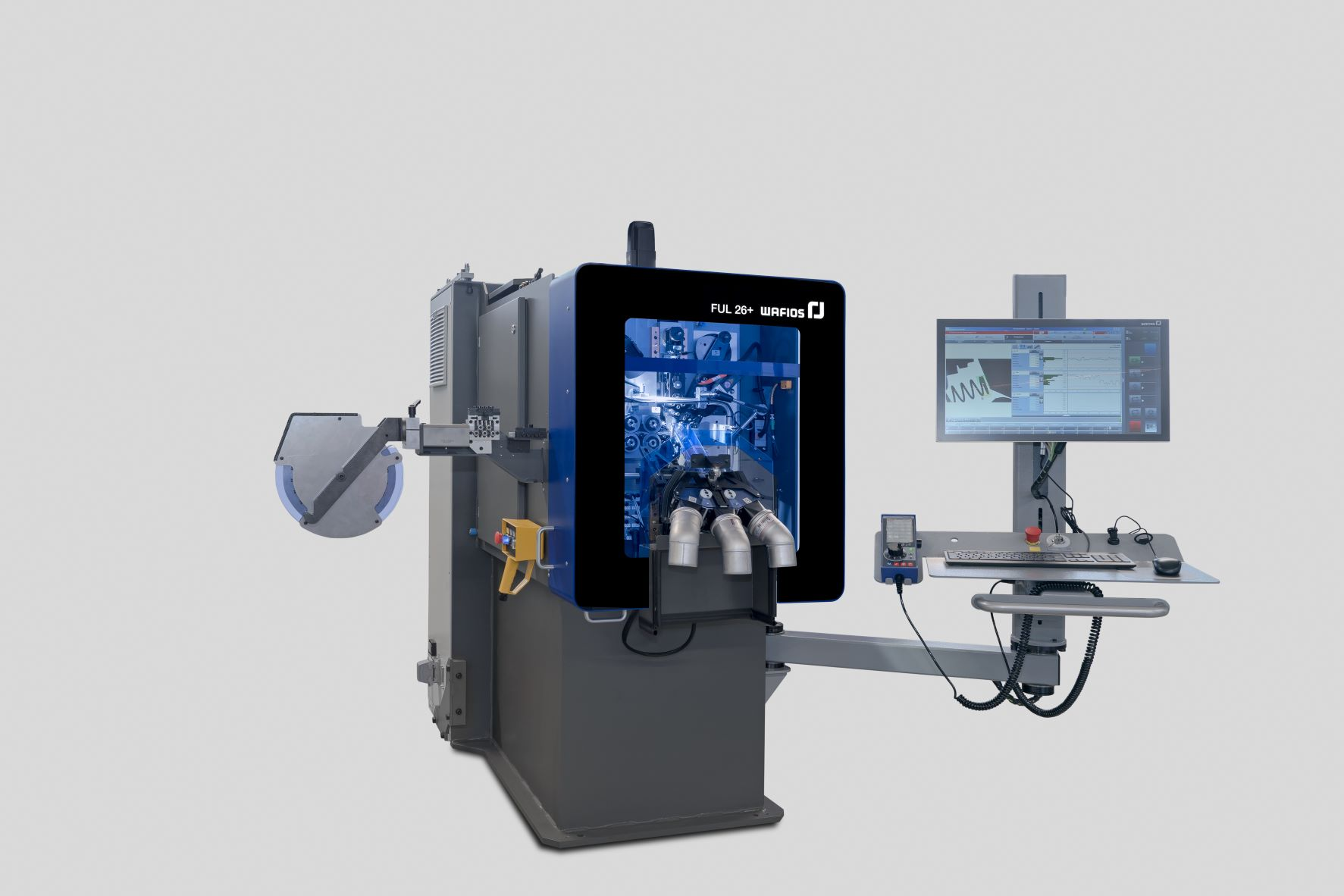
Federmaschinen
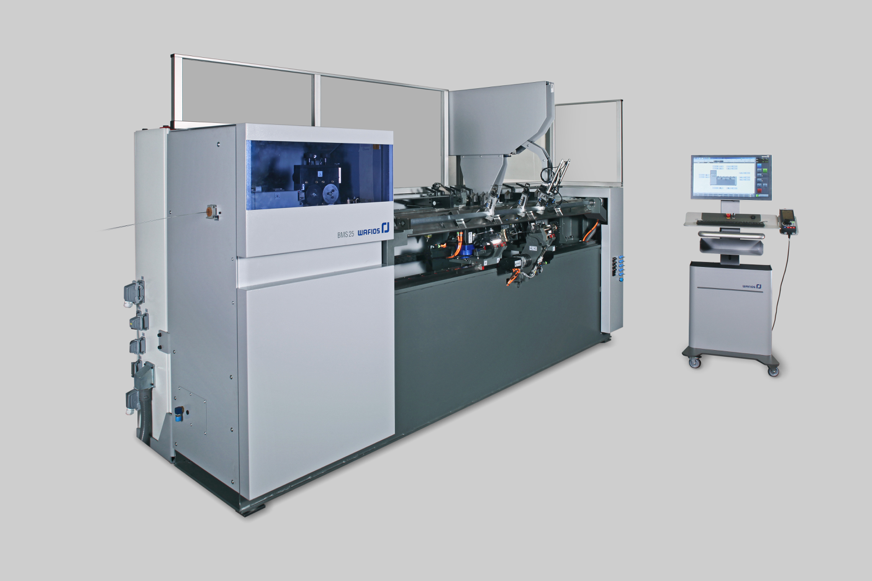
Drahtbiegemaschinen
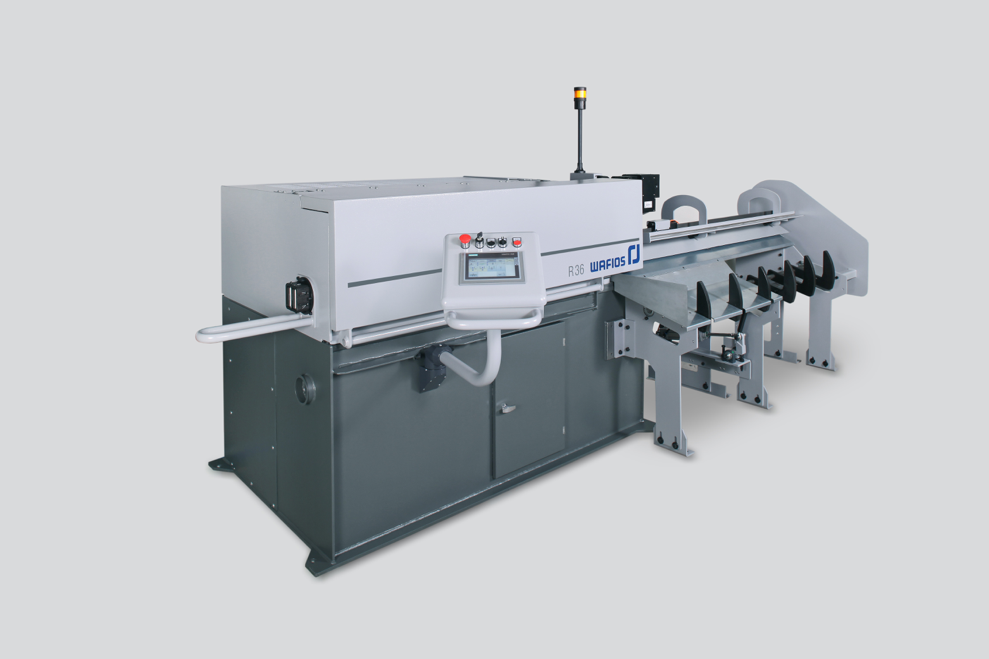
Richtmaschinen
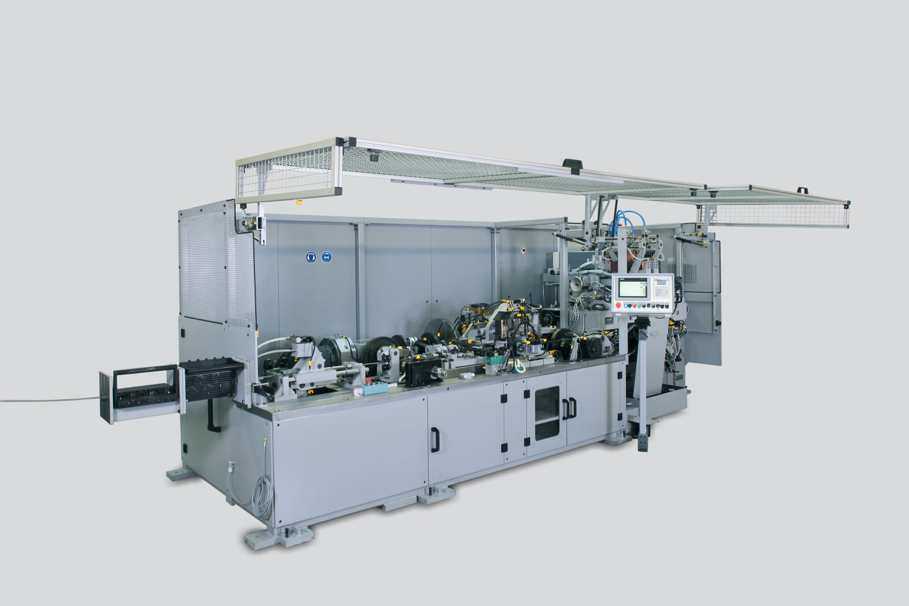
Kettenmaschinen
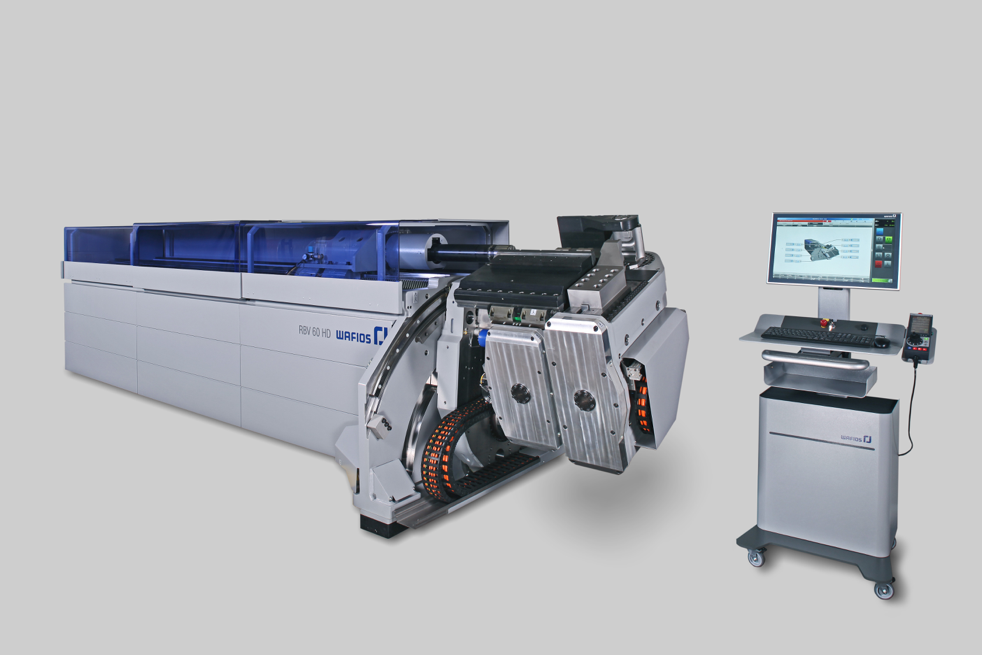
Rohrbiegemaschinen
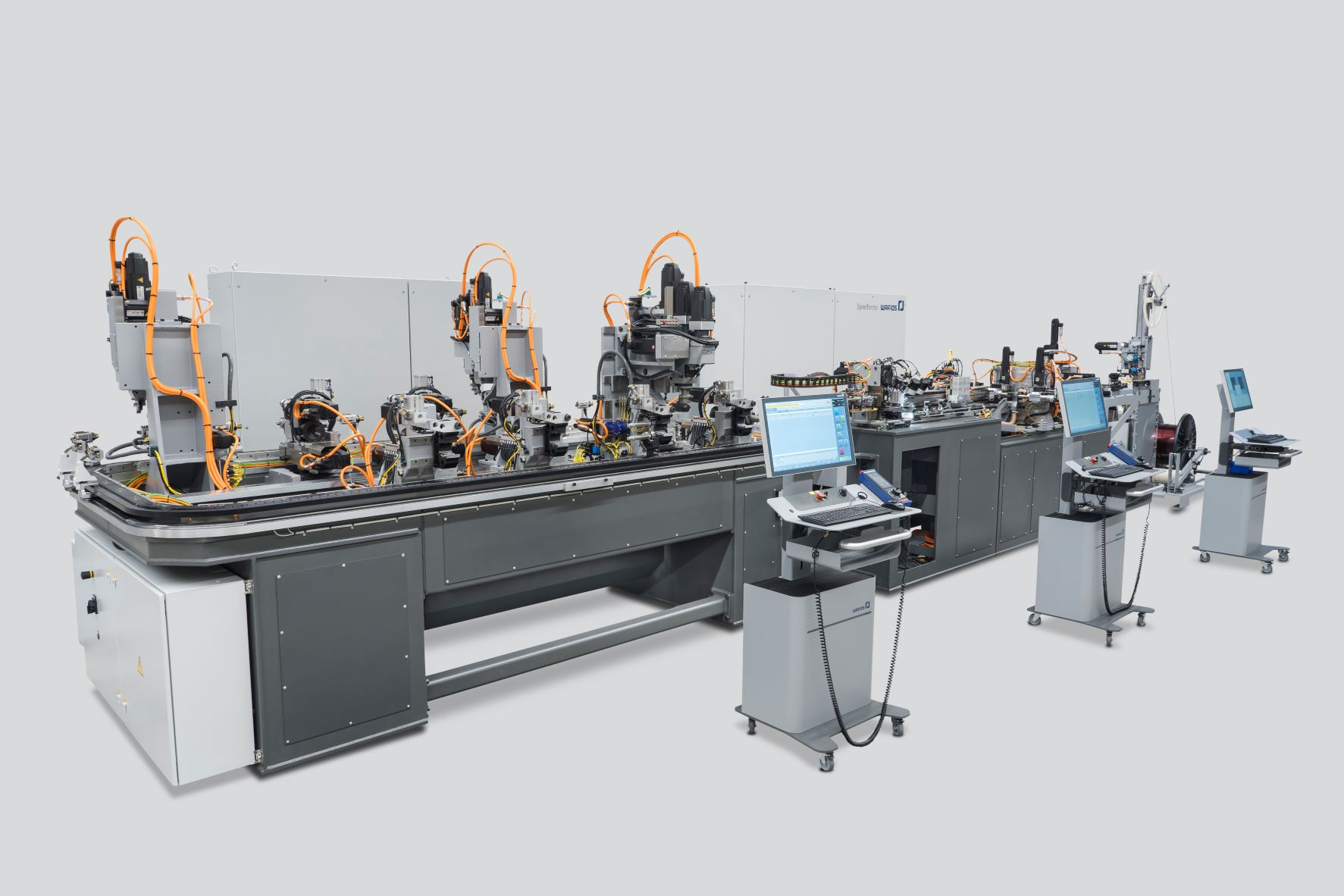
Maschinen für E-Mobility Anwendungen
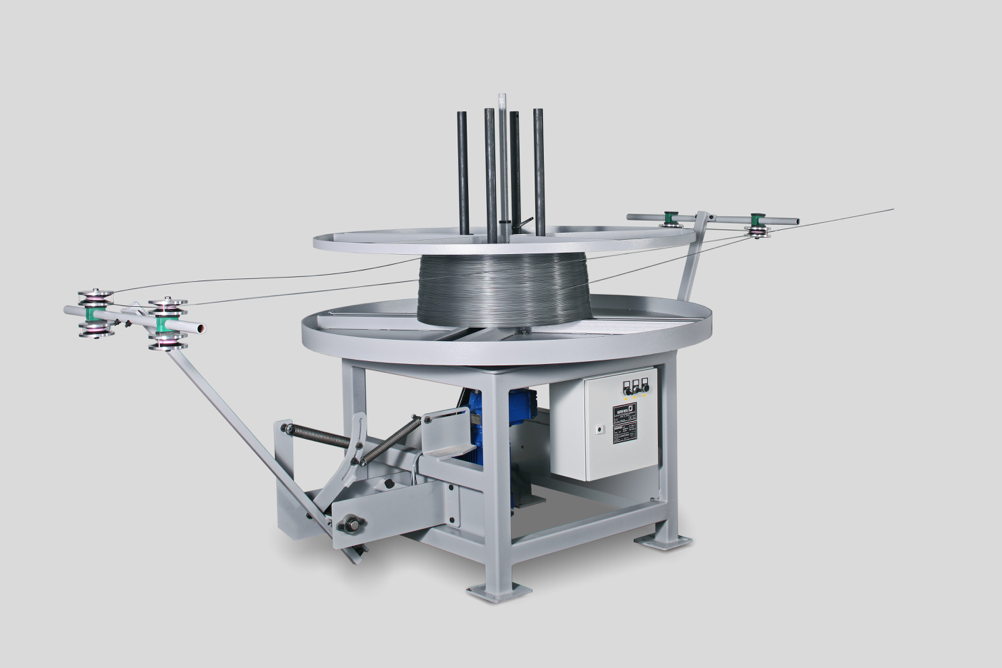
Zubehör (Haspeln)

## Struktur

### Standorte

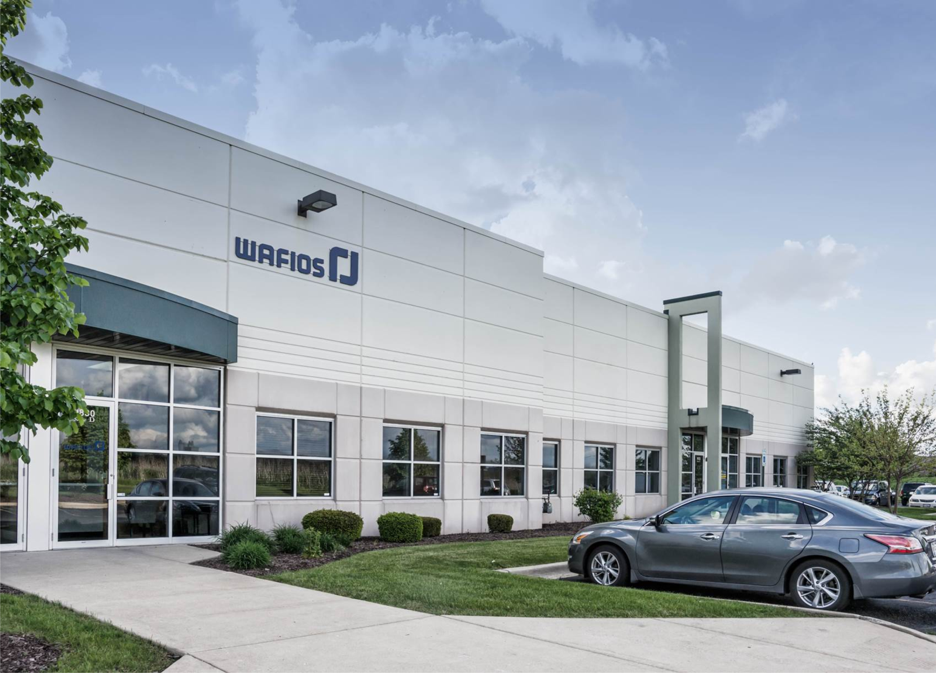
Wafios Technical Centre, Michigan USA

Mit zahlreichen Standorten in Deutschland, USA, China, Brasilien und Mexiko verfügt Wafios über ein dichtes Netzwerk an Produktions-, Service- und Vertriebsstützpunkten.

### Tochterunternehmen
- Wafios Machinery Corporation, USA
- Wafios DO BRASIL LTDA., Brasilien
- Wafios (Shanghai) Machinery Co. , Ltd., China
- Wafios Umformtechnik GmbH, Deutschland
- EWMenn GmbH,  Deutschland
- WAFIOS Eurindeq S.A, Frankreich
- Witels – Albert GmbH, Deutschland
- Wafios Tube Automation GmbH, Deutschland
- Wafios Midwest Technical Center, USA
- Wafios (Zhangjiagang) Machinery Production Co., Ltd., China
- Wafios de México, S.A. de C.V., Mexiko